# Francois Njiké Pokam
Francois Njiké Pokam est un souverain Bamiléké. Il règne sur les terres des Bangangté et est de la lignée des Njiké Pokam.

## Biographie

### Enfance, débuts et famille
Francois Njiké Pokam est né en 1947. Il est élevé par Che'elou, la sage épouse de son grand-père qui était sans enfant. Il passe une partie de sa jeunesse à Bamenda où il apprend le métier de mécanicien automobile.
À son accession au trône, il hérite des veuves de son père et de son grand-père et endosse la responsabilité de pourvoyeur pour elles et leurs enfants. Il prend plusieurs nouvelles épouses, filles des autres rois et nobles Bamiléké, établissant et solidifiant des alliances avec des élites traditionnelles de la région. 
Avant de sortir de la cabane d'initiation temporaire, la'kwa et pouvoir s'installer au palais royal de la Chefferie de Bangangté, il doit faire concevoir un garçon et une fille. Sa mère, la nouvelle reine mère, peut ainsi commémorer la cérémonie des haricots lancés pour s'assurer que son fils, le nouveau roi, peut fournir à son peuple les semences nécessaires à la perpétuation de la vie dans le village. Après la première année du règne de François Njiké Pokam, la reine mère jette à nouveau des poignées de haricots de chaque main sur les champs sacrés du palais à la naissance d'une fille.
Alors marié à une trentaine de femmes en 4 ans, à ses 27 ans, il rencontre Claude Njiké-Bergeret en 1978. Il  se marie avec cette française d'environ 30 ans, née au Cameroun de parents missionnaires à Bangangté, et revenue de France avec 2 enfants issus d'un premier ménage,. 
A environ 40 ans, vers 1986, souffrant d'une cirrhose, le comportement roturier du roi inquiète autour de lui et dans le village :  le préfet, le sous-préfet (représentants du gouvernement camerounais), les sujets du royaume Bangangté, ses épouses et les reines mères. La violence domestique cause le départ de plusieurs femmes de la chefferie. 

### Parcours et fonctions
Francois Njiké Pokam est couronné roi des Bangangté en 1974. Il succède au règne de 31 ans de son père, Robert Pokam. Il règne sur les terres des Bangangté et est de la lignée des Njiké Pokam. 
Il est chef de 1er degré, la plus haute hiérarchie de chef traditionnel au Cameroun.
Il assume le rôle de gardien de la collection des objets cultuels et culturels du royaume.
La procédure d'intronisation dure de longs jours.
Il reçoit en audience et ennoblit.
Il promeut le rassemblement des sujets du royaume.
Il est remplacé à sa mort par Nji Mohnlu Seidou Pokam.

### Bibliogrphie
- (en) Pamela Lou Feldman-Savelsberg, Plundered Kitchens, Empty Wombs: Threatened Reproduction and Identity in the Cameroon Grassfields, University of Michigan Press, 1999 (ISBN 978-0-472-10989-0 et 978-0-472-90425-9, DOI 10.3998/mpub.16324, lire en ligne).